# Rowokół
Rowokół (niem. Revekol) – wzgórze polodowcowe o wysokości 114,8 m n.p.m. na Wysoczyźnie Damnickiej, położone w województwie pomorskim, w powiecie słupskim, w gminie Smołdzino, w odległości 6 km od morza.
Znajduje się na terenie Słowińskiego Parku Narodowego, bardzo dobrze widoczny z morza żeglarski punkt nawigacyjny, odnotowany na najstarszych mapach morskich tej części Bałtyku. Palone na szczycie wzgórza ogniska ułatwiały nocną żeglugę. Około 0,5 km od wierzchołka Rowokołu leży wieś Smołdzino.

## Przyroda

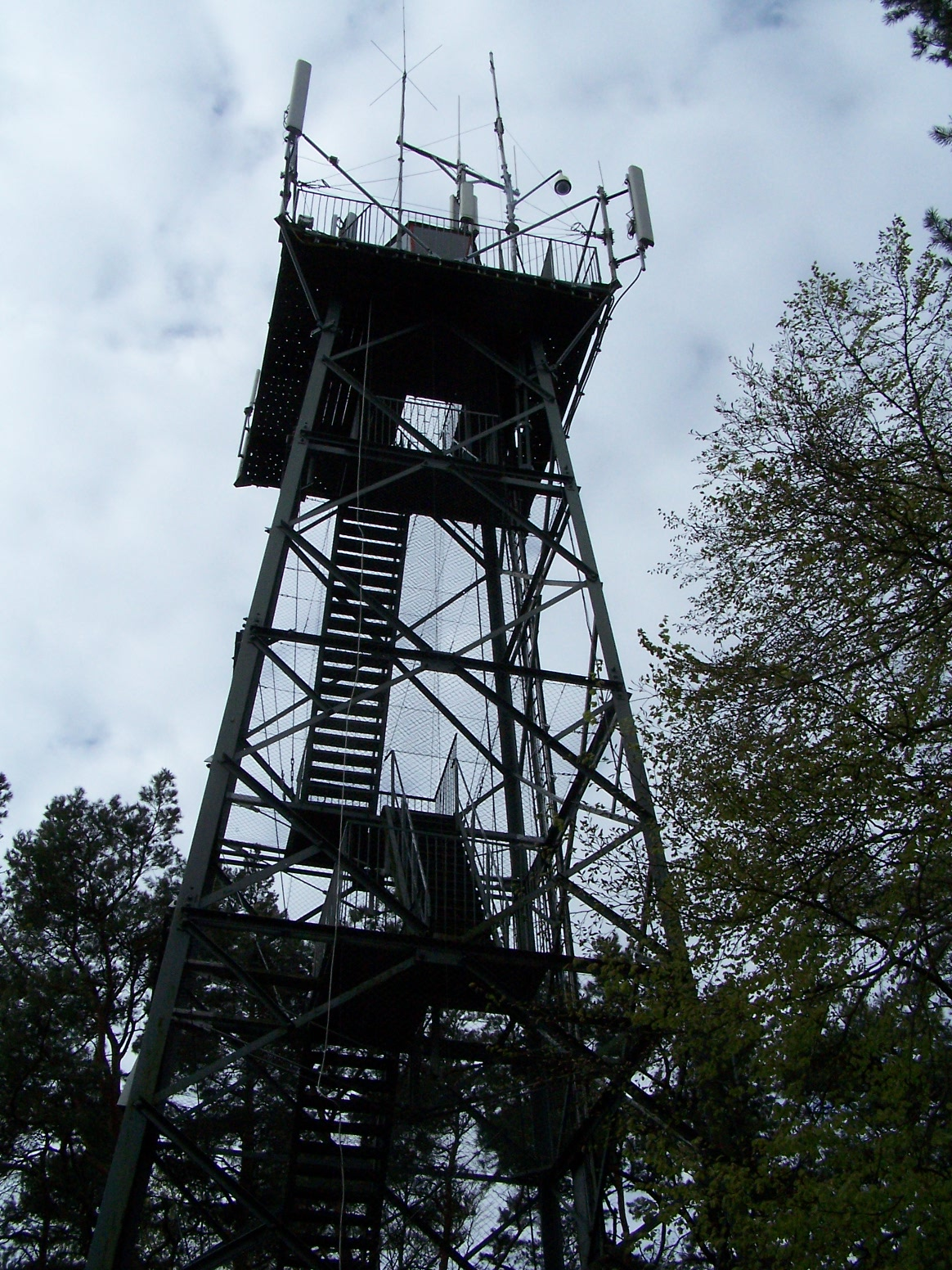
Wieża widokowa

W 1984 roku wzgórze Rowokół i jego okolice objęto ochroną w formie rezerwatu przyrody „Rowokół” o powierzchni 562,81 ha, mającego na celu ochronę bukowo-jodłowego lasu na stokach wzgórza moreny czołowej o wysokości dochodzącej do 114,8 m n.p.m. Obecnie obszar ten nie jest chroniony w formie rezerwatu, lecz stanowi enklawę Słowińskiego Parku Narodowego (tzw. uroczysko Rowokół), należącą do Obwodu Ochronnego Smołdzino.
Pod względem geologicznym Rowokół należy do ciągu wzgórz, będących morenami czołowymi subfazy gardzieńskiej. Ten ciąg wzgórz odpowiada ostatniemu postojowi lądolodu skandynawskiego na ziemiach polskich.
Na szczycie znajduje się czynna od maja do września platforma widokowa na Smołdzino oraz jeziora Gardno, Łebsko i wybrzeże Bałtyku. Prowadzi tu szlak turystyczny.

## Historia
Na szczycie wzgórza zarejestrowano bliżej nieokreśloną formę wału lub fosy, które okalały niewielki majdan. Na stoku góry ulokowane jest grodzisko wczesnośredniowieczne datowane na IX–XI wiek. Na szczycie odkryto natomiast odosobniony pochówek dziecka wyposażony między innymi w dwie kłódki.
Od XII do XVI wieku na wierzchołku Rowokołu mieściło się sanktuarium Najświętszej Maryi Panny. Po sanktuarium pozostały zagłębione w gruncie fundamenty budowli, które dały asumpt do powstania wielu legend związanych z tym miejscem. Ostatnie pozostałości zostały rozebrane na początku XIX wieku.
W 1681 książę Ernest Bogusław von Croy zrobił zapis testamentowy sumy 200 talarów na budowę latarni morskiej na Rowokole, którego nie zrealizowano.
Z górą związane są liczne mity i legendy: zatopione dzwony, gorejące pieniądze, przerzucane głazy, skarb Bandemerów – w większości przywiezione w ten rejon przez niemieckich osadników.
Od początku XXI wieku na Wielkanoc odbywa się tu misterium ukrzyżowania Chrystusa.
W 2017 gmina Smołdzino otrzymała od ministra środowiska Jana Szyszki zgodę na wzniesienie na wzgórzu kaplicy pw. św. Mikołaja. Prace miały rozpoczęte do 2019. Ten pomysł zbudził sprzeciw w środowisku rodzimowierczym, które 15 czerwca 2017 r. zorganizowało na Rowokole protest przeciwko zawłaszczaniu dawnych miejsc kultu.

## Oronimia

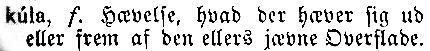
Fritzners Ordbog over det gamle norske Sprog, 1891, Bd.2,S.357

Pierwsze zapisy nazwy Rowokół widnieją na starych szwedzkich mapach morskich z 1695 roku (Reefcoll) i holenderskich z 1660 roku (inne zapisy – Refkul lub Ravkuul). Na mapach morskich z początku XX wieku administracji niemieckiej widniała nazwa Revekol.
Nazwa góry, składająca się z członów „rów” i „okół”, pochodzi od istniejącego na jej szczycie grodziska i oznacza miejsce otoczone rowem i wałem
Nazwę Rowokół wprowadzono urzędowo rozporządzeniem w 1949 roku, zastępując poprzednią niemiecką nazwę Revekol Berg.